# Rot gegen Rot
Rot gegen Rot ist ein 1928 (mit Erscheinungsjahr 1929) erschienener Band mit drei Erzählungen des deutsch-französischen Schriftstellers Joseph Breitbach, Das Radieschen, Rot gegen Rot und Das wäre gelacht. 2008 erschien unter dem Titel Rot gegen Rot. Die Erzählungen ein Sammelband, der sämtliche Erzählungen Breitbachs enthält, also auch solche, die ursprünglich an anderer Stelle veröffentlicht worden waren, wie  Die Rabenschlacht (1973), Lärm und das Fragment Clemens. Zwei der 1929 veröffentlichten Erzählungen, „Das Radieschen“ und „Rot gegen Rot“, wurden als 1979 ausgestrahlter Fernsehfilm unter dem Titel „Radieschen“ adaptiert.

## Inhalt
Der ursprüngliche, unter dem Titel Rot gegen Rot. Erzählungen bei der Deutschen Verlags-Anstalt 1929 veröffentlichte, Band enthält drei Erzählungen, Rot gegen Rot, Das Radieschen und Das wäre gelacht, die 1933 in Deutschland verboten wurden. Bereits 1928 soll eine russische Ausgabe erschienen sein.

### Rot gegen Rot
Der Liftjunge Karl arbeitet in einem Kaufhaus und ist Mitglied der Kommunistischen Partei. Zwischen ihm und der Verkäuferin Lene Kempt entwickelt sich eine Liebesbeziehung, anders als Karl interessiert sich Lene Kempt jedoch nicht für Politik und macht ihm Vorwürfe, dass er sie zugunsten seiner Parteiarbeit vernachlässige. Von seinen Genossen muss Karl sich jedoch anhören, er vernachlässige die Partei. Der Spagat zwischen Liebe und Politik misslingt: Lene betrügt Karl mit dem Expedienten des Kaufhauses, da sie sich verlassen fühlt; andererseits müssen mehrere Genossen der Partei fliehen, weil Karl eine wichtige Nachricht nicht weitergegeben hat. Daher hat Karl sowohl seine Freundin als auch die Zugehörigkeit zur Partei verspielt und verlässt die Stadt.

### Das Radieschen
Die zweite Geschichte des Bandes schließt thematisch an die erste an und spielt ungefähr ein Jahr später. Hauptperson ist hier nun jedoch Lene Kempt, die ehemalige Freundin des geflohenen Liftjungen Karl. Sie ist mittlerweile ebenfalls eifriges Mitglied der kommunistischen Partei und versucht, ihre Kolleginnen für die Partei zu gewinnen. Im Kaufhaus herrschen Neid und Missgunst der Kolleginnen untereinander, die Vorgesetzten behandeln ihre Untergebenen mit Willkür und nutzen ihre Privilegien schamlos aus. Die Männer betrachten die Mädchen als Freiwild und versuchen stets, sich ihnen zu nähern. Lene versucht Betty Neuburger, eine junge und naive Kollegin, über die Missstände im Geschäft aufzuklären und zum Eintritt in die Partei zu bewegen. Nachdem die beiden sich vor Kunden gestritten und sogar geprügelt haben, werden sie entlassen. Lene versucht, den Leiter der Schuhabteilung, Max Lindemann, zu erpressen, der unter anderem ein Verhältnis mit Betty Neuburger hatte. Sie erreicht schließlich, dass er ihr eine Empfehlung für einen Berliner Fabrikanten schreibt, damit sie eine neue Stelle erhalten kann. Ihre Denunziation hat aber dennoch Wirkung, da Lindemann und mehrere Verkäuferinnen schließlich entlassen werden. Lene geht nach Berlin und ihr Bruder Franz muss Betty Neuburger vor einem Angriff der wütenden Frau Lindemann schützen. Er bezeichnet sie dabei als seine Braut.

### Das wäre gelacht
Die dritte Geschichte handelt von dem Elektriker Paul Bopp und seiner Freundin Emma. Paul arbeitet ebenfalls in einem Warenhaus, vermutlich demselben, in dem bereits die beiden ersten Geschichten spielten. Er ist gleichfalls Kommunist, seine Freundin sieht jedoch das bürgerliche Leben des Beamtenehepaares, bei dem sie als Dienstmädchen arbeitet, als ihr Ideal an. Auch möchte sie nach der geplanten Heirat mit Paul unbedingt einen gut ausgestatteten Haushalt führen, während ihr Freund auf Möbel, Wohnung und Kleidung keinen Wert legt, ja sie aus ideologischen Gründen ablehnt. Dennoch lässt er sich von ihr überreden, ein Schlafzimmer für den gemeinsamen Haushalt zu kaufen, was ihm vor allem deshalb nicht recht ist, weil der Kauf auf Raten getätigt werden muss. Um seine Reaktion zu testen, erzählt Emma ihm schließlich, sie sei schwanger. Paul reagiert gelassen und meint, dann würden sie eben früher heiraten. Als sie ihm dann vorschlägt, das vermeintliche Kind abtreiben zu lassen, reagiert er sehr heftig: Das sei verboten, sie wolle wohl ins Zuchthaus kommen? Am anderen Tag ärgert sich Paul über beide Reaktionen: Seine schwangere Freundin zu heiraten erscheint ihm als Furcht vor der bürgerlichen Moral und seine Ablehnung einer Schwangerschaftsunterbrechung als Einknicken vor dem Gesetz gegen Abtreibung, das er eigentlich ablehnt. Auch der Kauf von Ausstattungsstücken für die gemeinsame Wohnung, mit denen er Emma überraschen will, erscheint ihm als Schwäche und Verrat am Kommunismus. Emma wehrt sich währenddessen gegen die Annäherungsversuche des Untermieters ihrer Arbeitgeber, der Abteilungsleiter in Pauls Kaufhaus ist. Als Paul seine Stelle verliert, bittet sie den Untermieter (der sich ihr gegenüber als Kommunist ausgibt), Paul eine neue Anstellung zu verschaffen. Paul lehnt diese jedoch ab, da er den Abteilungsleiter für einen Ausbeuter hält und ihm ein Verhältnis mit Emma unterstellt. Schließlich beginnt Emma tatsächlich ein Verhältnis mit dem Abteilungsleiter, da sie von seinem Geld die Ausstattung für die gemeinsame Wohnung mit Paul finanzieren kann – ganz offen gibt sie zu, ihren Ehemann betrügen zu wollen.

## Historischer Hintergrund
Joseph Breitbach arbeitete seinerzeit als Leiter der Buchabteilung selbst in einem Kaufhaus, daher kannte er die Zustände hinter den Kulissen eines solchen Betriebes aus eigener Erfahrung. Auch für den in den Erzählungen dargestellten Konflikt zwischen Parteiraison und Gefühl sowie die hierarchische Struktur innerhalb der Partei mögen persönliche Erfahrungen ausschlaggebend gewesen sein, da Breitbach seinerzeit mit dem Kommunismus sympathisierte. Für ihn hatte das Erscheinen des Buches persönliche Konsequenzen: Er wurde entlassen, da er mit den Erzählungen das Ansehen seiner Firma, Kaufhaus Landauer in Augsburg, geschädigt habe. Breitbachs Erzählungen gehören – nach Émile Zolas Au Bonheur des Dames – zu den ersten literarischen Werken, die in einem der damals modernen Kaufhäuser spielen und das Leben von Angestellten zum Thema haben.

## Verfilmung
Das Radieschen und Rot gegen Rot wurden am 17. Januar 1979 in einem Fernsehfilm mit Titel Radieschen vereint von der ARD gezeigt.

## Rezeption
Die Frankfurter Allgemeine lobt die Erzählungen Joseph Breitbachs: „Joseph Breitbachs zeigt eine weitverzweigte kommunistische Kultur und Subkultur und eröffnet erstaunliche Einsichten.“
Martin Mosebach hebt in der Frankfurter Rundschau die Objektivität der Erzählweise Breitbachs hervor, sodass in den Erzählungen Kapitalismus und Nationalsozialisten nicht als Feindbilder auftauchen.

## Ausgaben
- Rot gegen Rot. Deutsche Verlagsanstalt, Stuttgart u. a. 1929 [Ausgeliefert 1928].

- Rot gegen Rot. (= Mainzer Reihe. Neue Folge. Band 7). Herausgegeben von Alexandra Plettenberg-Serban und Wolfgang Mettmann [Gesamtausgabe aller Erzählungen Breitbachs].